# Lon Chaney junior
Lon Chaney junior (* 10. Februar 1906 in Oklahoma City, Oklahoma; † 13. Juli 1973 in San Clemente, Kalifornien; eigentlich Creighton Tull Chaney) war ein US-amerikanischer Theater-, Film- und Fernsehschauspieler. Der Sohn von Stummfilmstar Lon Chaney senior wurde vorwiegend durch seine Auftritte in den Universal-Horrorfilmen (vor allem durch die Darstellung eines Werwolfs in dem Film Der Wolfsmensch) bekannt.

## Leben
Creighton Tull Chaney wurde als Sohn des Schauspielers Lon Chaney senior geboren, der in den 1920er-Jahren durch seine Mitwirkung in Horrorfilmen zum Star geworden war. Die Filmkarriere von Creighton Chaney begann im Jahr 1932 mit einer kleinen Nebenrolle in der Komödie Girl Crazy. In Anlehnung an seinen 1930 verstorbenen Vater gab er sich den Künstlernamen Lon Chaney Jr., um von dessen Prominenz zu profitieren. Nachdem er zunächst eher mittelmäßigen Erfolg hatte, wurde Chaney Jr. im Jahr 1939 durch die Rolle des einfältigen Lennie in Von Mäusen und Menschen bekannt, einer Verfilmung des gleichnamigen Romans von John Steinbeck. Seinen ersten Horrorfilm drehte Lon Chaney junior 1941, in Monstermann verbreitet Schrecken spielte er einen jungen Jahrmarktskünstler, der von einem verrückten Wissenschaftler in ein Monster verwandelt wird, das gegen Starkstrom immun ist. Den verrückten Wissenschaftler verkörperte Lionel Atwill.
Berühmt wurde Lon Chaney junior 1941 durch die Rolle des Larry Talbot, der sich in einen Werwolf verwandelt, in dem Horrorfilm Der Wolfsmensch, bei dem auch Bela Lugosi und Claude Rains mitwirkten. Lon Chaney junior wiederholte die Rolle des Werwolfs auch in Frankenstein trifft den Wolfsmenschen, in Frankensteins Haus, in Draculas Haus und in Abbott und Costello treffen Frankenstein. Damit ist er der einzige Schauspieler bei Universal, der dieselbe Rolle in sämtlichen Fortsetzungen verkörperte, während die anderen Monster-Charaktere (wie Frankensteins Kreatur, die Mumie oder Dracula) nacheinander von unterschiedlichen Darstellern porträtiert wurden – unter anderem wiederum von Lon Chaney jr.: Frankensteins Monster spielte er 1942 in Frankenstein kehrt wieder, den Grafen Dracula 1943 in Draculas Sohn, und die Mumie dreimal, in The Mummy’s Tomb (1942), The Mummy’s Ghost (1944) und The Mummy’s Curse (1944).
Chaney spielte jedoch nicht ausschließlich Monster. So setzte ihn Universal auch in der sechsteiligen Mystery-Filmreihe The Inner Sanctum ein, beginnend mit Calling Dr. Death (1943). Die Handlungen all dieser B-Filme waren voneinander komplett unabhängig, zusammengehalten wurde die Serie in erster Linie durch Chaney in der Hauptrolle, der hier jeweils den (teils allerdings zwiespältigen) Helden verkörperte. Die weiteren Filme der Reihe waren Weird Woman (1944), Dead Man’s Eyes (1944), The Frozen Ghost (1945), Strange Confession (1945) und Pillow of Death (1945).
Auch in den 1950er und 1960er Jahren trat Lon Chaney junior immer wieder in Horrorfilmen auf. In Das schwarze Schloss war er an der Seite von Boris Karloff zu sehen, in Die Schreckenskammer des Dr. Thosti an der Seite von Bela Lugosi, Basil Rathbone und John Carradine. Mit Vincent Price drehte er Die Folterkammer des Hexenjägers unter der Regie von Roger Corman.
Auch außerhalb des Horrorgenres übernahm Lon Chaney junior viele Nebenrollen, besonders häufig Schurken in Western oder Kriminalfilmen. Er hatte Auftritte in Western wie Zwölf Uhr mittags mit Gary Cooper und Grace Kelly, Bis zum letzten Atemzug mit Gregory Peck, Zwischen zwei Feuern mit Kirk Douglas oder Mordbrenner von Arkansas mit Henry Fonda. Allerdings wurde es für seine Kollegen und Regisseure ab Mitte der 1950er Jahre in zunehmendem Maße schwieriger, mit Chaney zu arbeiten, da er unter einer schweren Alkoholsucht litt: „Holt bis mittags aus mir raus, was geht, danach garantiere ich für nichts“, riet er nach Aussage von Forrest J. Ackerman, der an Chaneys Seite in dessen letztem Film, dem Horror-Drama Draculas Bluthochzeit mit Frankenstein, mitwirkte, den Filmteams. Für den leidenschaftlichen Schauspieler selbst war die krankheitsbedingte Einschränkung nur schwer zu ertragen, was wiederum zu neuer und schwererer Trinkerei führte.
1973 starb Lon Chaney junior mit 67 Jahren an Lungenkrebs. Nur wenige Monate später forderte die gleiche Erkrankung auch das Leben von Glenn Strange, mit dem Chaney junior in den 1940er Jahren mehrere Horrorfilme für die Universal Studios gedreht hatte. Der Tod beider Schauspieler kennzeichnete den endgültigen Abschluss der „goldenen Ära“ des klassischen Horrorkinos. Lon Chaney junior ist bis heute der einzige Schauspieler neben Paul Naschy, der Dracula (Draculas Sohn), Frankensteins Monster (Frankenstein kehrt wieder), die Mumie (The Mummy’s Tomb) und seine Stammrolle, den Wolfsmenschen (Der Wolfsmensch), gespielt hat.

## Filmografie (Auswahl)
- 1932: Luana (Bird of Paradise)
- 1932: The Black Ghost
- 1933: Die drei Musketiere (The Three Musketeers)
- 1934: The Life of Vergie Winters
- 1935: Eine Frau von 20 Jahren (Accent on Youth)
- 1935: The Marriage Bargain
- 1936: Undersea Kingdom (Serial)
- 1937: Charlie Chan am Broadway (Charlie Chan on Broadway)
- 1937: Der Liebesreporter (Love Is News)
- 1937: Mitternachtstaxe (Midnight Taxi)
- 1937: Das Sklavenschiff (Slave Ship)
- 1937: Unter vier Augen (This Is My Affair)
- 1938: Die Eiskönigin (Happy Landing)
- 1938: Mr. Moto und der Wettbetrug (Mr. Moto’s Gamble)
- 1939: Jesse James, Mann ohne Gesetz (Jesse James)
- 1939: Union Pacific
- 1939: Von Mäusen und Menschen (Of Mice and Men)
- 1940: Die scharlachroten Reiter (North West Mounted Police)
- 1940: Tumak, der Herr des Urwalds (One Million B.C.)
- 1941: Monstermann verbreitet Schrecken (Man Made Monster)
- 1941: Der letzte Bandit (Billy the Kid)
- 1941: Der Wolfsmensch (The Wolf Man)
- 1942: Frankenstein kehrt wieder (The Ghost of Frankenstein)
- 1942: The Mummy’s Tomb
- 1943: Frankenstein trifft den Wolfsmenschen (Frankenstein Meets the Wolf Man)
- 1943: Draculas Sohn (Dracula’s Son)
- 1943: Calling Dr. Death
- 1944: Weird Woman
- 1944: Die Schlangenpriesterin (Cobra Woman)
- 1944: The Mummy’s Ghost
- 1944: Dead Man’s Eyes
- 1944: Frankensteins Haus (House of Frankenstein)
- 1944: The Mummy’s Curse
- 1945: The Frozen Ghost
- 1945: Strange Confession
- 1945: Draculas Haus (House of Dracula)
- 1945: Pillow of Death
- 1947: Detektiv mit kleinen Fehlern (My Favorite Brunette)
- 1948: Abbott und Costello treffen Frankenstein (Bud Abbott and Lou Costello Meet Frankenstein)
- 1948: Der Rächer der Todesschlucht (Albuquerque)
- 1950: Käpt’n China (Captain China)
- 1951: Bis zum letzten Atemzug (Only The Valiant)
- 1951: Die Braut des Gorilla (Bride of the Gorilla)
- 1951: Die Flamme von Arabien (Flame of Araby)
- 1951: Gangster unter sich (Behave Yourself!)
- 1951: … jetzt wird abgerechnet (The Bushwhackers)
- 1951: Von Gier besessen (Inside Straight)
- 1952: Abu Andar, Held von Damaskus (Thief of Damascus)
- 1952: Das schwarze Schloß (The Black Castle)
- 1952: Gegenspionage (Springfield Rifle)
- 1952: Zwölf Uhr mittags (High Noon)
- 1953: König der Piraten (Raiders of the Seven Seas)
- 1954: Der Schatz der Jivaro (Jivaro)
- 1954: Der Schürzenjäger von Venedig (Casanova’s Big Night)
- 1954: Schwarze Piraten (The Black Pirates)
- 1954: Der Sheriff ohne Colt (The Boy from Oklahoma)
- 1954: Wo der Wind stirbt (Passion)
- 1955: Blutgeld (Big House, U.S.A.)
- 1955: Gegen alle Gewalten (I Died a Thousand Times)
- 1955: The Silver Star
- 1955: … und nicht als ein Fremder (Not as a Stranger)
- 1955: Zwischen zwei Feuern (The Indian Fighter)
- 1955: Der Würger von Sing-Sing (Indestructible Man)
- 1956: Daniel Boone (Daniel Boone, Trail Blazer)
- 1956: Aasgeier (Manfish)
- 1956: Die Schreckenskammer des Dr. Thosti (The Black Sleep)
- 1956: Wo Männer noch Männer sind (Pardners)
- 1957: Hawkeye and the Last of the Mohicans (Fernsehserie, 39 Folgen)
- 1958: Flucht in Ketten (The Great Escape)
- 1958: Verräter unter uns (Money, Women and Guns)
- 1958: Wilder Westen Arizona (Tombstone Territory) (Fernsehserie, 1 Folge)
- 1959: Im Sumpf des Grauens (The Alligator People)
- 1959: Der Kopfgeldjäger (Wanted: Dead or Alive) (Fernsehserie, 1 Folge)
- 1959/63: Tausend Meilen Staub (Rawhide) (Fernsehserie, 2 Folgen)
- 1959: Der Texaner (The Texan) (Fernsehserie, 1 Folge)
- 1959: 13 Demon Street (Fernsehserie, 13 Folgen)
- 1960: Da lacht die Gänsehaut (La casa del terror)
- 1960: Anwalt der Gerechtigkeit (Lock Up) (Fernsehserie, 1 Folge)
- 1960: Johnny Ringo (Fernsehserie, 1 Folge)
- 1961: Abenteuer im Wilden Westen (Zane Grey Theatre) (Fernsehserie, 1 Folge)
- 1961: The Devil’s Messenger
- 1961: Rebellion in Cuba
- 1961: Der zweite Mann (The Deputy) (Fernsehserie, 1 Folge)
- 1961: Westlich von Santa Fe (The Rifleman) (Fernsehserie, 1 Folge)
- 1963: Die Folterkammer des Hexenjägers (The Haunted Palace)
- 1964: Witchcraft
- 1964: Face of the Screaming Werewolf
- 1964: Das Gesetz der Gesetzlosen (Law of the Lawless)
- 1964: Postkutsche nach Thunder Rock (Stage to Thunder Rock)
- 1964: Revolverhelden von Fall River (Young Fury)
- 1965: Revolver diskutieren nicht (Town Tamer)
- 1965: Schwarze Sporen (Black Spurs)
- 1965: Die Apachen (Apache Uprising)
- 1966: Die Monkees (The Monkees) (Fernsehserie, 1 Folge)
- 1966: Pistolen und Petticoats (Pistols’n’Petticoats) (Fernsehserie, 5 Folgen)
- 1966: Sheriff Johnny Reno (Johnny Reno)
- 1967: Galerie des Grauens (Dr. Terror’s Gallery of Horrors)
- 1967: Hillbillys in a Haunted House
- 1967: Mordbrenner von Arkansas (Welcome to Hard Times)
- 1968: Shadok (Buckskin)
- 1968: Spider Baby
- 1969: Des Satans heiße Katzen (The Female Bunch)
- 1971: Draculas Bluthochzeit mit Frankenstein (Dracula vs Frankenstein)